# Disco di Jecklin

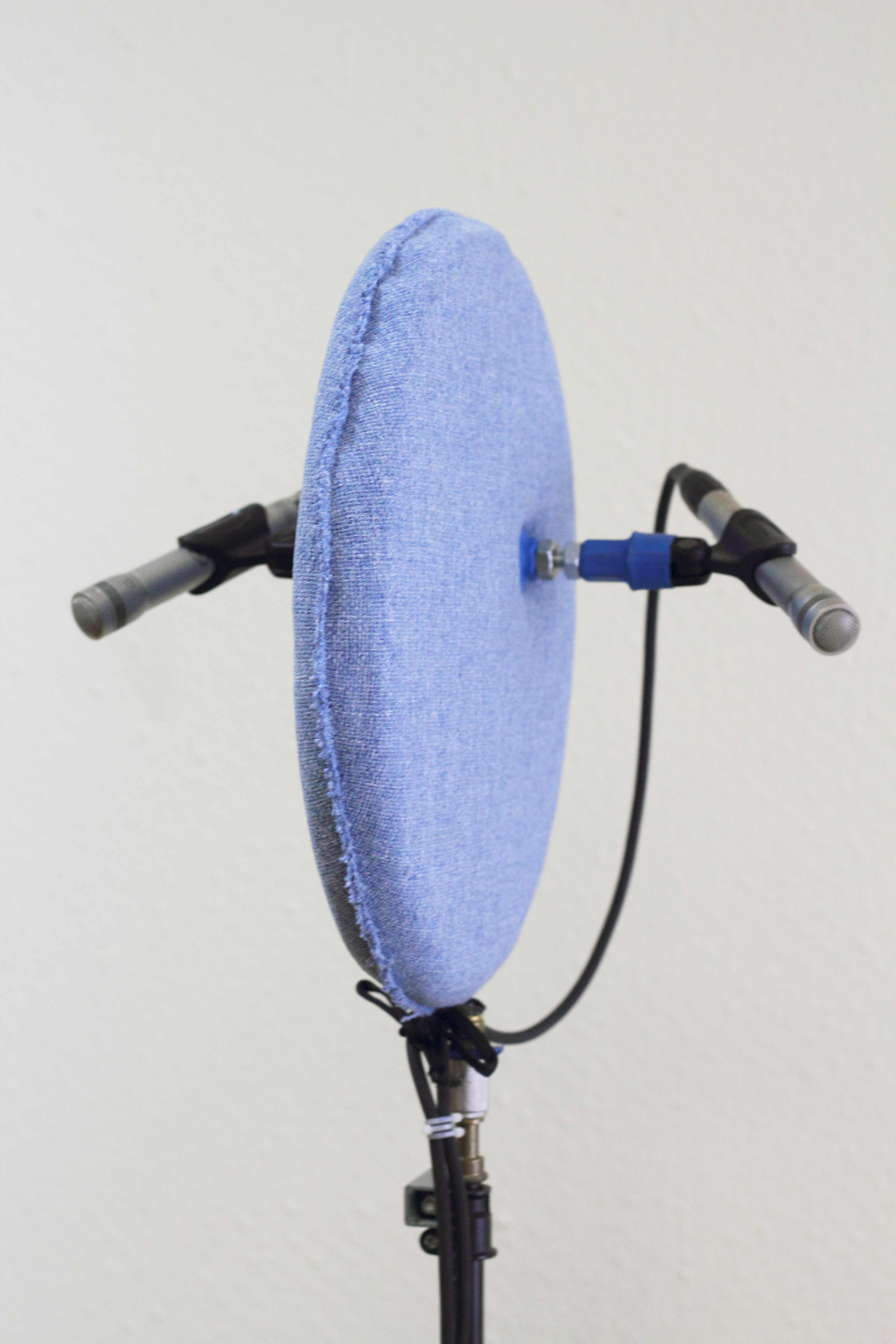
Jecklin Disk

Un disco di Jecklin è un disco del diametro di 28 centimetri costituito di materiale fonoassorbente. Questo disco, interposto tra due microfoni omnidirezionali posti a 16 o 17 centimetri tra loro, simula le interferenze create dalla testa nell'udito umano.